# Sigismund Toduță
Sigismund Toduță (n. 17 mai 1908, Simeria, comitatul Hunedoara – d. 3 iulie 1991, Cluj-Napoca) a fost un compozitor, muzicolog, profesor român, membru corespondent (martie 1991) al Academiei Române. Liceele de muzică din Cluj și Deva îi poartă numele.

## Biografie
Și-a realizat studiile superioare la Conservatorul de muzică și artă dramatică din Cluj (1926-1930, secția pedagogie; 1926-1932, secția pian; 1930-1936, secția compoziție), unde i-a avut printre profesori pe Ecaterina Fotino-Negru (pian) și Marțian Negrea (compoziție). A urmat specializări în Italia, la Roma, la Academia Santa Cecilia (1936-1938) - cu Ildebrando Pizetti (compoziție) și Alfredo Casella (pian) - și, în paralel, la Pontificio Istituto di Musica Sacra (1936-1938), pentru muzică sacră, compoziție religioasă și orgă.
A fost profesor de muzică la Liceul greco-catolic Sfântul Vasile din Blaj (1932-1943), apoi asistent-corepetitor la Conservatorul de muzică și artă dramatică Cluj-Timișoara (1943-1944, în timpul cedării Ardealului). Din 1945-1949 a fost secretar artistic al Filarmonicii „Ardealul” din Cluj. Începând cu anul 1947 a fost profesor de teorie-solfegiu-dictat, armonie, contrapunct, fugă, forme și compoziție la Conservatorul „Gheorghe Dima” din Cluj (până în 1973), a deținut și funcția de rector din 1962 până în 1965 iar din 1973 până în 1991 a activat ca profesor-consultant. Între anii 1971 și 1974 a condus Filarmonica de Stat din Cluj.
A obținut titlul de doctor în muzicologie (Roma, 1938) la Institutul Pontifical pentru Muzică Sacră, cu tema „Transcrierea și comentarea unor lucrări de tinerețe, necunoscute, semnate de G. Fr. Anerio”. Fiind întâiul român cu acest titlu academic, i se încredințează, începând din anul 1968 - pentru prima dată în România - conducerea științifică a doctoratului în cinci domenii ale muzicii. A fost membru al Academiei de științe sociale și politice (din anul 1970) și membru corespondent al Academiei Române (din martie 1991).
Activitatea sa creatoare a fost recompensată cu numeroase distincții (vezi mai jos).
În cele trei perioade de creație ale lui Sigismund Toduță, se disting tendințele de apropiere și contopire ale intonațiilor religioase gregoriene și bizantine cu cele folclorice românești și de aplicare a lor pe trunchiul marilor forme ale muzicii europene. Sunt prezente elemente ale unor orientări neorenascentiste și neobaroce (în prima perioadă de creație); pentru ultima perioadă este caracteristică orientarea spre heterofonie și spre un modalism intens cromatizat. Se remarcă un stil elaborativ, de natură simfonică, și tendința spre articularea polifonică. Sigismund Toduță are o evidentă înclinație spre cultivarea formelor mari, fără a exclude miniatura instrumentală, vocală sau corală.
Este primul compozitor român care, după George Enescu și Paul Constantinescu, ajunge la un adevărat stil personal.

## Creația muzicală
Muzica vocal-simfonică
- Missa pentru cor mixt cu acompaniament de orgă (1937)
- Psalm 97 pentru cor mixt, soliști și orchestră (1938-39)
- Psalm 133 pentru cor, soliști și orchestră
- Copiii cântă – Suită pentru cor de voci egale și orchestră de coarde, versuri de Ana Voileanu-Nicoară (1960)
- Balada steagului - pentru soprană, cor mixt și orchestră, versuri de Victor Tulbure (1961)
- Miorița - balada-oratoriu pentru soliști, cor mixt și orchestră, versuri populare (1978)
- Pe urmele lui Horea - oratoriu pentru soliști, cor mixt și orchestră, versuri populare (1978)
- Meșterul Manole - operă-oratoriu în trei acte, după drama omonimă de Lucian Blaga (1980-83)
- 4 Lieduri pentru soprană și orchestră, versuri de W. Shakespeare, Fr. V. Schoeber, R. M. Rilke, Ch. Baudelaire

Muzică simfonică și concertantă
- Eglogă pentru orchestră mare (1933)
- Trei schițe simfonice pentru orchestră mare (1936)
- Variațiuni simfonice pentru orchestră mare (1940)
- Concertul (nr. 1) pentru pian și orchestră (1943)
- 4 Intabulaturi pentru orchestră de coarde, după Valentin Greff Bakfark (1950)
- Divertisment pentru orchestră de coarde (1951)
- Concertul nr. 1 pentru orchestră de coarde (1951)
- Simfonia I (1954)
- Simfonia a II-a în re minor, cu orgă, “În memoria lui George Enescu” (1955)
- Simfonia a III-a “Ovidiu” (1957)
- Uvertura festivă (1959)
- Simfonia a V-a (1962/75)
- Concertul pentru suflători și percuție (1970/1976)
- Concertul nr. 2 pentru orchestră de coarde (1972-73)
- Concetrul nr. 3 pentru orchestră de coarde „in stile antico” (1974)
- Stampe vechi pentru orchestră de coarde (1974)
- Simfonietta „in antico stile” (1977)
- Concertul nr. 4 pentru orchestră de coarde (1980)
- Concertul pentru flaut și orchestră de coarde (1983)
- Concert (nr. 2) pentru pian și orchestră (1986)
- Concertul pentru oboi și orchestră de coarde (1989)

Muzică instrumentală de cameră
- Cvartet de coarde (1936)
- Preludiu pentru pian
- Părintele Hubic văzut de Dr. S. Toduța, pentru pian (1941)
- Piesă... pentru pian
- Passacaglia pentru pian (1943)
- 3 Schițe pentru pian (1944)
- Sonatina pentru pian (1950)
- Suită de cântece și dansuri pentru pian (1951)
- Sonata pentru flaut și pian (1952)
- 10 Colinde pentru pian (1952)
- Sonata pentru violoncel și pian (1952)
- Sonata (nr. 1) pentru vioară și pian (1953)
- Adagio pentru violoncel și pian (1954)
- Sonata pentru oboi și pian (1955)
- 4 Schițe pentru arpă (1958)
- 4 Piese petru pian (cca.1958)
- 6 Piese pentru pian (cca.1960)
- Trenia pentru pian (1970)
- Preludiu – Coral – Toccata pentru pian (1973-1974)
- Terține pentru pian (1975)
- Joko – 4 piese pentru arpă (1978)
- ...pentru pace - pentru pian (1987)
- Sonata nr. 2 pentru vioară și pian (1981)
- Sonatina pentru vioară și pian (1981)
- 6 piese pentru oboi solo (1981)
- Simfonia B-A-C-H pentru orgă (1984)
- 7 Coral-preludii pentru orgă (1985)
- Recitativo - pentru pian (cca.1985)
- Sonata nr.2 pentru flaut și pian (1987-88)
- Sonata pentru flaut solo (1989)
- Sonata pentru violoncel solo (1989)

Muzică corală
- Liturghia (nr. 1) Sf. Ioan Gură-de-Aur pentru cor mixt (1937)
- Psalm 23 pentru cor mixt (1937)
- Psalm 97 - pentru cor mixt și orgă (1938)
- Psalm 133 - pentru soliști, cor și orchestră (1939)
- Arhaisme - pentru cor mixt, versuri Mihail Celarianu (1942/1968)
- 20 Coruri - pentru voci egale (1958-59)
- 5 Melodii bănățene - pentru voci egale bărbătești (1955-58)
- 10 Coruri mixte (1950-56)
- 15 Coruri mixte (1969)
- Triptic - pentru voci egale, versuri Ana Voileanu – Nicoară (1951)
- Norul - pentru voci egale, versuri Vlaicu Bârna (1951)
- Cântec de leagăn - în formă de canon pentru voci egale (1955)
- Imn pentru pace - pentru cor de copii, cu acompaniament de pian, versuri Vlaicu Bârna(1956)
- Codrule, când te-am trecut - pentru voci bărbătești (1960)
- Înălțimi - pentru voci bărbătești, versuri Ștefan Bitan (1961)
- 2 Madrigale - pe versuri de Dante pentru cor mixt (1965)
- 6 Cântece populare (1973)
- La râul Babilonului - pentru cor mixt (1974)
- Liturghia (nr. 2) (1974)
- Cântec pentru pionieri pentru cor de copii și pian, versuri de Ana Voileanu Nicoară (1976)
- La curțile dorului – 3 madrigale pe versuri de Lucian Blaga (1978)
- 4 Madrigale - pe versuri de Lucian Blaga pentru cor mixt (1981)
- 10 Miniaturi corale - pentru voci egale, versuri populare
- 3 Coruri - pentru voci egale, versuri Lucian Blaga (1986)
- Doină 1, Doină 2, Joc - pentru voci egale și pian, versuri populare (1985)
- 2 Coruri pentru voci egale versuri Ana Blandiana (1989-90)

Lieduri
- Somnoroase păsărele, versuri Mihai Eminescu (1943)
- Tăcerea ta, versuri Octavian Goga (1943)
- Curcubeul dragostei, versuri Mihai Beniuc (1947)
- Bureți, versuri Vlaicu Bârna (1951)
- 4 Cântece populare - pentru voce și pian (1953)
- 9 mai 1895, versuri Lucian Blaga (1957)
- 14 Lieduri - pentru voce și pian, versuri Lucian Blaga (1984)
- 16 Lieduri - pentru voce și pian, versuri Ana Blandiana (1987)
- 5 Lieduri - pentru voce (S) și pian versuri de W. Shakespeare, Fr. V. Schoeber, R. M. Rilke, Ch. Baudelaire, E. Montale (1987)
- 5 Lieduri - pentru voce (Bar sau Ms) și pian, versuri Lucian Blaga (1983/1988)

## Creația muzicologică
Formele muzicale ale Barocului în operele lui J. S. Bach. București, Editura Muzicală. Vol. I:  Forma mică mono- bi- și tristrofică, 1969. Vol. II: 15 Invențiuni la două voci. 15 Invențiuni la trei voci. În colaborare cu Hans Peter Türk. 1973. Vol. III. Variațiunea. Rondoul. În colaborare cu Vasile Herman. 1978.

## Ordine și distincții
- premiul al II-lea de compoziție “George Enescu” (1940)
- premiul “Robert Cremer” (1943)
- Premiul de Stat (1953, 1955)
- Ordinul Muncii clasa a III-a (21 august 1954) „pentru merite deosebite pe tărîmul construcției de stat, economice, sociale și culturale, cu ocazia celei de a zecea aniversări a eliberării patriei noastre”[1]
- titlul de Maestru emerit al artei (30 decembrie 1957) „cu prilejul împlinirii a 10 ani de la proclamarea Republicii Populare Romîne și pentru merite deosebite în activitatea cultural-artistică”[2]
- Ordinul Muncii clasa a II-a (10 august 1964) „pentru merite deosebite în opera de construire a socialismului, cu prilejul celei de a XX-a aniversări a eliberării patriei”[3]
- Ordinul „Meritul Cultural” clasa a II-a (26 septembrie 1966) „pentru merite deosebite în activitatea literară, artistică și de răspîndire a culturii naționale, cu prilejul Centenarului Academiei Republicii Socialiste România”[4]
- premiul „George Enescu” al Academiei Române (1974)
- premiul acordat de Uniunea Compozitorilor (1973, 1976, 1978 și 1983)

## Notorietate
Moștenirea artistului este păstrată de Fundația „Sigismund Toduță” din Cluj-Napoca. Aceasta organizează, împreună cu Academia de Muzică Gheorghe Dima, Festivalul Internațional „Sigismund Toduță”, inițiat în anul 2013.
Numele compozitorului este dat unor străzi și instituții, printre care:
- Liceul de Muzică „Sigismund Toduță” din Cluj-Napoca
- Liceul de Muzică și Arte Plastice „Sigismund Toduță” din Deva
- strada unde a domiciliat muzicianul, în Cluj-Napoca.

Un bust al compozitorului se află în Parcul Central din Cluj-Napoca.
Centenarul nașterii muzicianului (2008) a fost omagiat la Universitatea din Oldenburg printr-un simpozion dedicat lui Toduță și școlii clujene de compoziție 